# San Rafael de Velasco

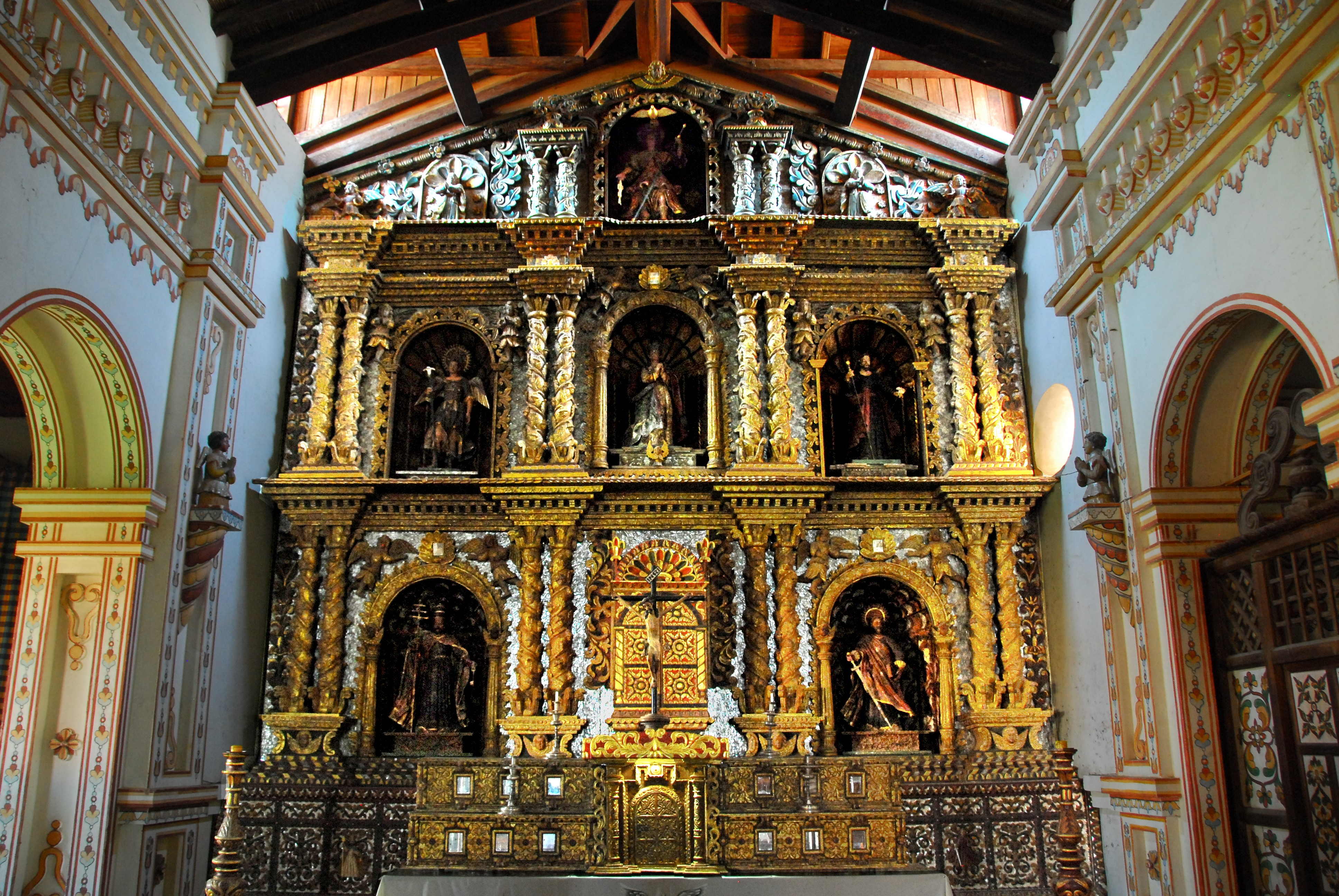
San Rafael

San Rafael de Velasco är en ort i den bolivianska provinsen José Miguel de Velasco i departementet Santa Cruz.

## Världsarv
Staden är känd som en del av Jesuitmissionerna i Chiquitos som 1990 deklarerades som ett världsarv.